# Żarnówka (Węgrów)
Pour les articles homonymes, voir Żarnówka.
Żarnówka (prononciation : [ʐarˈnufka]) est un village de polonais, situé dans la gmina de Grębków de la Powiat de Węgrów et dans la voïvodie de Mazovie dans le centre-est de la Pologne.
Il se situe à environ 17 kilomètres au sud-ouest de Węgrów, et 61 kilomètres à l'est de Varsovie.

## Histoire
De 1975 à 1998, le village appartenait à la voïvodie de Siedlce.